# Iso-Palpanen
Iso-Palpanen är en sjö i Finland. Den ligger i kommunen Heinola i landskapet Päijänne-Tavastland, i den södra delen av landet, 120 km norr om huvudstaden Helsingfors. Iso-Palpanen ligger 134 meter över havet. I omgivningarna runt Iso-Palpanen växer i huvudsak blandskog. Arean är 39,2 hektar och strandlinjen är 3,55 kilometer lång. Sjön  ingår i Kymmene älvs huvudavrinningsområde. 